# Varden Amfi
Das Varden Amfi ist ein Fußballstadion im Bezirk Fyllingsdalen der norwegischen Stadt Bergen. Es war bis 2011 die Spielstätte der Fußballvereine Løv-Ham Fotball und Fyllingen Fotball. Durch Fusion der Clubs entstand der neue Verein FK Fyllingsdalen, der heute die Spielstätte nutzt. 

## Geschichte
Das Varden Amfi wurde 1992 eröffnet und 2008 erweitert. Dies wurde durch den Aufstieg von Løv-Ham Fotball notwendig, da das bisherige Stadion, Krohnsminde, den Anforderungen des norwegischen Fußballverbandes für ein Zweitligastadion nicht genügte. Somit erfolgte der Umzug von Krohnsminde ins Varden Amfi.
Der Umbau, der ca. 20 bis 25 Millionen NOK kostete, wurde finanziell fast vollständig von einem lokalen Geschäftsmann getragen.